# Tomarós
Tomaros is een berg in de zuidwestelijke regio Ioannina, te Griekenland. Het ligt ten zuiden van de archeologische vindplaats Dodona en maakt deel uit van het Pindosgebergte. De maximale hoogte is 1.974 meter.